# Miyawaka

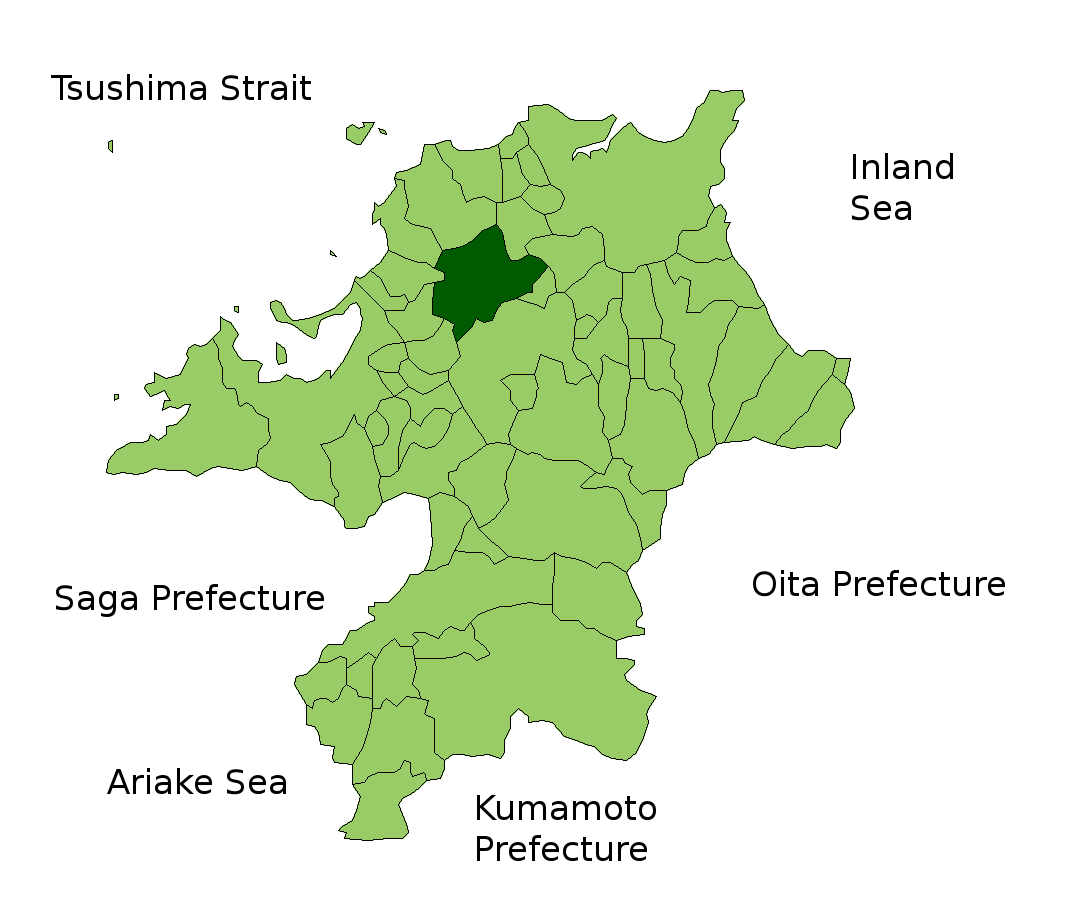

Miyawaka (宮若市 Miyawaka-shi?) este un municipiu din Japonia, prefectura Fukuoka.